# 최유라
최유라(崔有羅, 1967년 10월 21일 ~ )는 대한민국의 배우 겸 방송인이다. 대표작으로 라디오 프로그램 지금은 라디오 시대가 있다.

## 생애
1985년 연극배우로 데뷔하였고 1990년 영화 《수탉》을 통해 영화배우로 데뷔하여 이후 MBC 라디오 《깊은 밤 짧은 얘기》에서 라디오 진행자로 데뷔했다. 이후 1992년 《100분 쇼》를 진행하였고 1995년부터 2017년까지 《지금은 라디오 시대》를 진행하였다. 1997년 12월 97 MBC 연기대상에서 라디오 부문 최우수상 이종환, 최유라의 지금은 라디오 시대에  DJ 故 이종환과 함께 수상했으며, 2010년 10월 29일 MBC 라디오 골든마우스를 수상하였다. 
남편은 개그우먼 이영자의 사촌 오빠이자 MBC 촬영감독인 맹기호이다.

## 활동

### 영화
- 수탉 (1990년)
- 그대 안의 블루 (1992년)

### 텔레비전
- MBC 뽀뽀뽀 (6대 진행자)
- KBS 밤의 이야기쇼
- 명의가 추천하는 약이 되는 밥상 (내레이션)
- 테마토크 부부본색
- 희망릴레이 챔피언 (내레이션)
- MBC 특집 다큐 <우리 생애 최고의 선물> (내레이션)
- MBC 스페셜 (내레이션)
- MBC 프라임 (내레이션)
- 한국인의 뜨거운 네모 (패널)
- 휴먼다큐 사람이 좋다 (내레이션)
- EBS 육아일기 (진행)
- MBC 스페셜 793회 : 엄마와의 인터뷰 (내레이션)

### 드라마/시트콤
- 아직은 마흔아홉 (1990년) (MBC)
- 무동이네 집 (1991년) (MBC)
- 사랑을 위하여 (1992년) (KBS 2TV)
- 점프 (1999년) (MBC)

### 라디오
- 깊은 밤 짧은 얘기 (MBC 표준FM)
- 100분 쇼 (MBC 표준FM)
- 지금은 라디오 시대 (MBC 표준FM)

### 광고
- CJ제일제당 레또미트볼 야채클럽햄 햇반 고기산적 (1997~1998)
- 솔그린알루미늄부엌가구 (1998년)
- 대교 눈높이교육 (1998년)
- 한국일보 (1999년)
- 삼성생명 여성시대 건강보험 (1999년)
- 영교 영재두배로한글 (1999년)
- LG전자 LGIH압력밥솥, LG가스오븐레인지쁘레오, LG김장독, LG터보드럼 (1998년~2000년)
- 삼성생명 (1999년~2000년)
- 부광약품 시린메드 (1999년 ~ 2003년)
- 남양유업 아기사랑 아인슈타인베이비 (2000년 ~ 2001년)
- 몽고식품 몽고간장 (2000년 ~ 2001년)
- 필립스조명 (2000년 ~ 2001년)
- Hy 야쿠르트에이스 (2002년)
- 해태htb 과일촌CA (2002년)
- 농심 안성탕면, 덴마크햄 (2000년~2004년)
- 우남건설 우남퍼스트빌 (2005년)
- AIG손해보험 AIG첫날부터입원비,명품실버보험 (2007년)
- 삼성물산 래미안 (2008년)
- 오뚜기 오뚜기밥 (2009년)
- 금호석유화학 금호휴그린 (2010년)
- 가브리엘미디어 예산옛이야기축제 (2010년)
- 상호저축은행중앙회 (2010년)
- 한국인체조직기증지원본부 MBC캠페인 (2013년)
- 한국자산관리공사 국민행복기금 (2013년)
- 롯데홈쇼핑 롯데백화점 (2014년)

### 라디오 광고
- 보령제약 겔포스 (1998년 ~ 1999년)
- 크린토피아 (1998년 ~ 1999년)
- 기아자동차 크레도스 Ⅱ 택시 (1999년)
- 우남종합건설 (1999년)
- 한국일보 (1999년)
- 삼화페인트 아이생각 (2008년)

### 저서
- 저 살림하는 여자예요
- 최유라의 즐거운 요리
- 2011년 11월 가톨릭출판사의 ‘고통과 아픔을 기도로 극복한 문화 예술인의 이야기’ 《슈퍼스타》 공저